# Pseuderemias savagei
Pseuderemias savagei là một loài thằn lằn trong họ Lacertidae. Loài này được Gans, Laurent & Pandit mô tả khoa học đầu tiên năm 1965.